# 兵庫県道419号才広畑線
兵庫県道419号才広畑線（ひょうごけんどう419ごう さいひろはたせん）は、兵庫県姫路市を通る一般県道である。

## 概要
姫路市広畑区才から姫路市広畑区吾妻町2丁目に至る南方へ向かえば日本製鉄瀬戸内製鉄所広畑地区の西門に至ることから、通称「西門通り」と呼ばれる。

### 路線データ
- 起点：姫路市広畑区才（早瀬町北交差点、兵庫県道415号和久今宿線交点）
- 終点：姫路市広畑区吾妻町2丁目（吾妻二丁目交差点、国道250号交点）
- 総延長：1.312 km

## 路線状況

### 通称
- 西門通り

## 地理

### 通過する自治体
- 姫路市

### 交差する道路
| 交差する道路            | 交差する場所      | 交差する場所            |
| ----------------------- | ----------------- | ----------------------- |
| 兵庫県道415号和久今宿線 | 広畑区才          | 早瀬町北交差点 / 起点   |
| 国道250号               | 広畑区吾妻町2丁目 | 吾妻二丁目交差点 / 終点 |

### 交差する鉄道
- 山陽電気鉄道網干線

### 沿線
- 姫路市立広畑中学校
- 姫路市立広畑第二小学校
- 広畑球場
- 広畑体育館
- 山陽電気鉄道網干線 広畑駅